# Hydrometra barei
Hydrometra barei är en insektsart som beskrevs av Hungerford 1927. Hydrometra barei ingår i släktet Hydrometra och familjen vattenmätare. Inga underarter finns listade i Catalogue of Life.